# Lenox Shuman
Lenox R. O’Dell Shuman, ou Lenox Shuman, est une personnalité politique du Guyana. Il est le chef du parti politique Parti de la liberté et de la justice. Au Guyana, il est connu pour être une personnalité politique portant des vêtements traditionnels indigènes.

## Biographie

### Vie au Canada
Il part avec sa famille du Guyana pour le Canada en 1990. Lenonx Shuman y obtient un diplôme de commerce du Confederation College of Applied Arts et une licence de pilote en 1999, lui permettant d’exercer comme pilote de ligne. Il travaille un temps pour Air Georgian. 

### Retour au Guyana

#### Chef de village
Après 25 années passées au Canada, il retourne au Guyana et y est élu en juillet 2015 chef d’un village nommé Saint Cuthbert's Mission, pour un mandat expirant en 2018,. Plusieurs de ses ancêtres, tel son père durant 8 ans, ont occupé la fonction de chef de village. Lenox Shuman, bien connu pour porter des vêtements traditionnels indigènes, est élu vice-président du Conseil national des Toshaos (en anglais : National Toshaos' Council) en août 2015, à l'issue d'une réunion des chefs indigènes au Centre de conférence international Arthur Chung, à Liliendaal. 
En 2017, Lenox Shuman démissionne de son poste de chef de village alors que le ministère des affaires des populations autochtones et le village enquêtent sur plusieurs allégations portées contre lui.  
En janvier 2019, il fonde le Parti de la liberté et de la justice.
Lenox Shuman possède la double nationalité canadienne et guyanienne pendant environ 28 ans. Il perd la nationalité canadienne le 9 janvier 2020, à la suite d’une procédure de renonciation entamée en 2019 auprès de l’administration canadienne,. 

#### Membre du Parlement
Le Parti de la liberté et de la justice, après avoir obtenu 2 657 voix aux élections élections générales guyaniennes de 2020, joint sa liste à celle d'A New and United Guyana et The New Movement. Les trois partis obtiennent ensemble 5 214 voix, ce qui leur octroie un siège à l’Assemblée nationale. Il élu afin d’occuper en premier le siège de député de la coalition tripartite,. Il est le premier amérindien à occuper cette fonction.  
Le 1er septembre 2020, il est élu vice-président du parlement guyanien grâce au soutien du Parti populaire progressiste, parti gouvernemental d’alors,.  
Dans le respect de l’accord ayant fait entrer Lenox Shuman au Parlement comme député, il est remplacé par Asha Kissoon.